# 캅카스

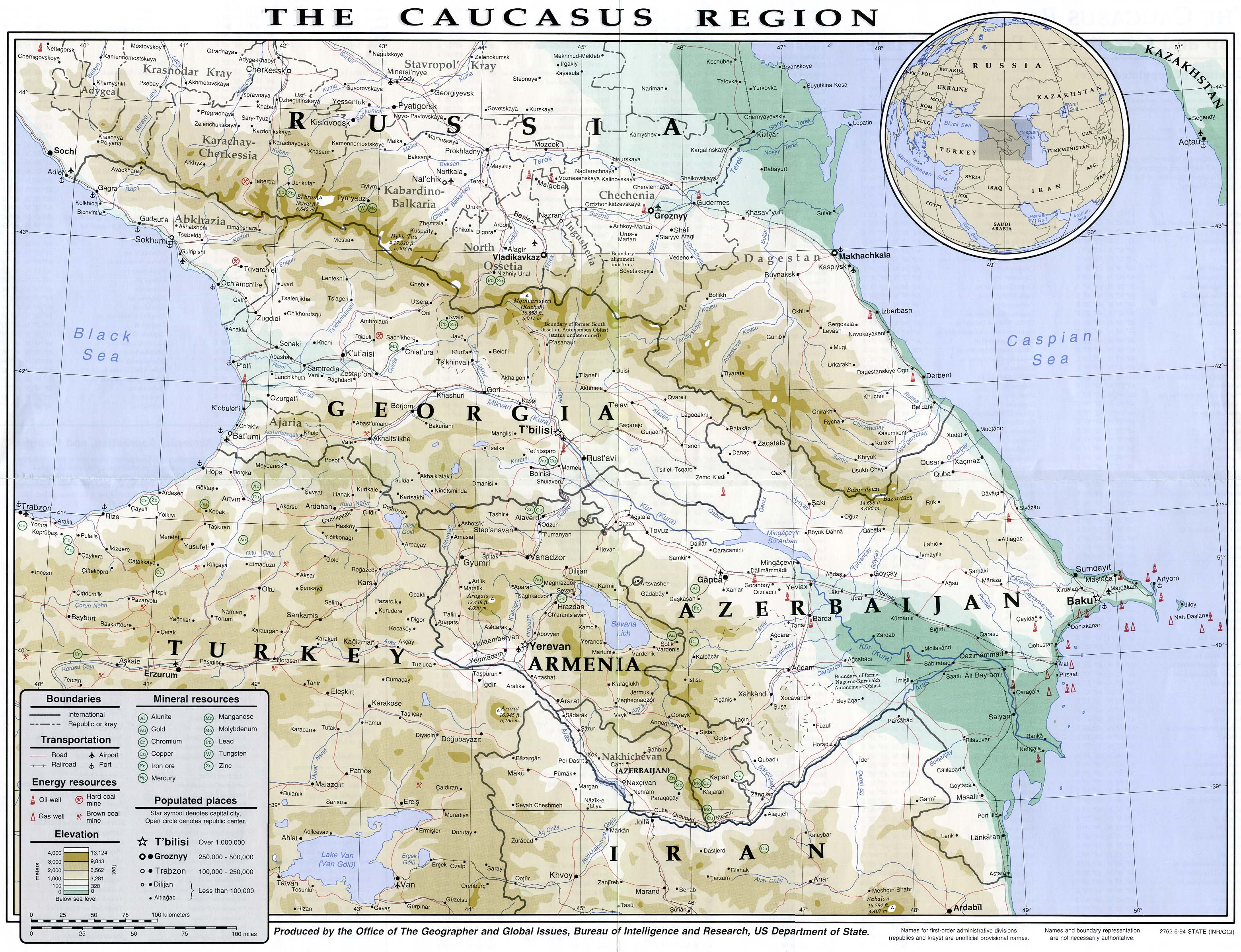
캅카스 지역의 1994년 지도. 이 지역의 많은 주들에 의해 공유되는 값비싼 자원의 위치들을 포함한다. 알루미늄, 금, 크롬, 철광석, 수은, 마그네슘, 몰리브덴, 납, 텅스텐, 아연, 석유, 천연 가스 등이 있다.

캅카스 또는 카프카스(러시아어: Кавка́з, 문화어: 깝까즈) 또는 코카서스(영어: Caucasus) 또는 카우카스 또는 코카시아(아디게어: Къэфкъас, 아르메니아어: Կովկաս, 아제르바이잔어: Qafqaz, 조지아어: კავკასია , 오세트어: Кавказ, 체첸어: Кавказ, 튀르키예어: Kafkasya)는 흑해와 카스피해 사이에 위치한 지역이다. 유럽의 최고점인 엘브루스산을 포함하는 캅카스산맥이 있으며, 특히 볼쇼이캅카스산맥(대캅카스산맥)은 동유럽과 서아시아를 구분짓는 자연 경계로 여겨져 왔다.
대략 대캅카스의 산줄기를 기준으로 북캅카스와 남캅카스로 구분된다.
북캅카스의 구성:
- 러시아
  - 체첸 공화국, 인구시 공화국, 다게스탄 공화국, 아디게야 공화국, 카바르디노발카르 공화국, 카라차예보체르케스카야 공화국, 북오세티야 공화국, 크라스노다르 지방, 스타브로폴 지방

남캅카스의 구성:
- 아르메니아
- 아제르바이잔 (아르차흐 공화국 포함)
- 조지아 (압하지야, 남오세티야 포함)

## 어원

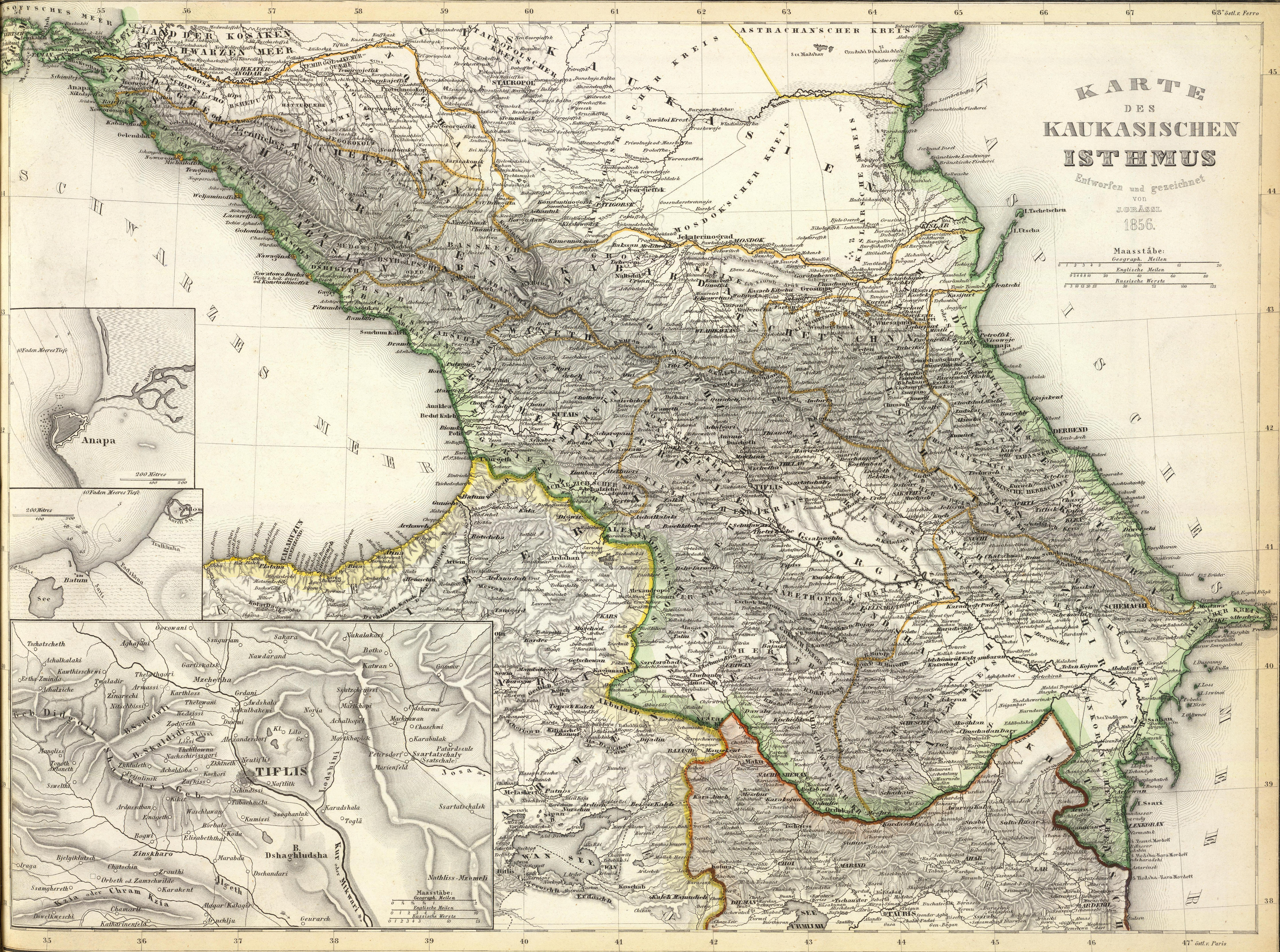
Karte des Kaukasischen Isthmus. Entworfen und gezeichnet von J. Grassl, 1856년.

독일 철학자 Christoph Meiners가 The Outline of History of Mankind (1785)란 책에서 처음으로 언급하였고, 인종학의 토대를 구축한 독일 의학자이자 영국 왕립학회 회원이던 Johann Friedrich Blumenbach에 의해 널리 알려졌다. 일부 미신을 믿는 이들에 의하면, 단어 캅카스는 북부 캅카스인들의 조상이라고 알려진, 카우카스로부터 유래했다. 그는 토가마흐의 아들로, 성경에 있는 노아의 셋째 아들 야벳의 손자이다. 레온티 므로벨리에 따르면 바벨탑이 무너지고 인류는 서로 다른 언어를 사용하도록 분할 되었는데, 토가마흐는 그의 아들 카르틀로스와 하이크(조지아어: "ჰაოს", 하오스), 모바코스, 레코스(라크인), 헤로스(헤레티 왕국), 카브카스, 그리고 에그로스(에그리시 왕국)과, 아라라트산과 엘브루스 산으로 추정되는, 접근하기 어려운 두 산 사이에 정착했다고 한다.
이후 캅카스는 과거 백인종을 가리키던 코카서스 인종이라는 말의 어원이 되기도 했으나 실제 연관성은 명확하지 않다.

## 지리와 자연환경
캅카스산맥의 저지대 지역들은 대 중동 지역에 위치해 있었다. 그들은 보통, 아시아와 유럽, 한 대륙 또는 두 대륙을 번갈아 가며 속해 있었던 캅카스의 영토들의 경계선을 알고 있었다. 캅카스의 꼭대기는 러시아의 서부 시스캅카스의 엘브루스 산(해발 5,642 미터)이다. 그 곳은 유럽(캅카스를 포함하는 유럽으로 정의됨)에서 가장 높은 지점이다.
캅카스는 지구에서 가장 다양한 언어와 문화가 있는 지역이다. 오늘날 캅카스는 소비에트 연방이었던 조지아, 아르메니아, 아제르바이잔의 단일민족국가로 구성된다. 러시아의 분할은 크라스노다르 지방, 스타브로폴 지방, 그리고 아디게야 공화국, 카라차예보체르케스카야 공화국, 남오세티야, 인구시 공화국, 체첸 공화국, 그리고 다게스탄 공화국을 포함한다. 그 지역의 세 영토들인, 압하스, 나고르노카라바흐 그리고 남오세티야는 독립을 주장하지만 국제 사회에서는 일반적으로 단일민족국가로 정평이 나있지 않다.
캅카스는 생태학적으로 매우 중요한 지역이다. 그 지역은 6400여종의 고지대 식물의 거처이고, 그중 1600종은 그 지방 고유의 종들이다. 그 곳의 야생 생물들은 표범, 갈색 곰, 회색 늑대, 유럽들소, 동유럽 붉은사슴, 검독수리와 뿔까마귀를 포함한다. 무척추동물로는 1000여종의 거미들이 캅카스에 산다고 기록되어있다. 자연 경관은 수목 한계선 위에 암석 지대의 견고한 지역들이 함께하는, 혼합수림이다. 코카서스 산들은 코카시안 양치기 개(옵차르카)의, 견종명으로도 알려져 있다.
캅카스의 북부 지역은 시스코카서스(Ciscaucasus)로, 남부 지역은 트랜스코카서스(Transcaucasus)로 알려져 있다.
시스캅카스는 대 캅카스산맥의 길에에서 가장 큰 부분을 포함하고 있으며, 주 캅카스 산이라고도 알려져 있다. 그 지역은 남서부 러시아와 조지아와 아제르바이잔의 남부 지역을 포함한다.
트랜스캅카스는 러시아의 북쪽에, 흑해와 터키의 서쪽과, 카스피해의 동쪽과 이란의 남쪽을 경계로 한다. 그곳은 캅카스산맥과 둘러싸여진 저지대를 포함한다. 아르메니아와 아제르바이잔(남부 지역은 제외)과 조지아(일부 지역은 제외)의 모든 지역은 남캅카스에 있다.
|  |  |  |

## 역사

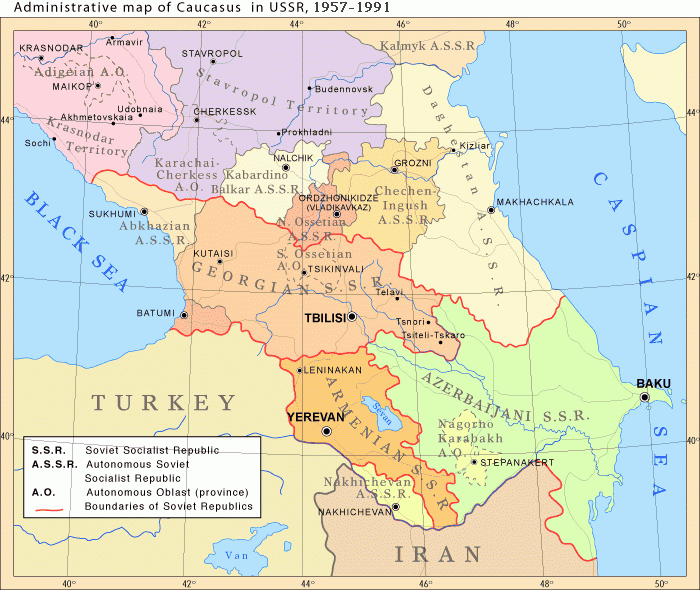
구 소련의 캅카스 관리상의 지도, 1952~1991년.

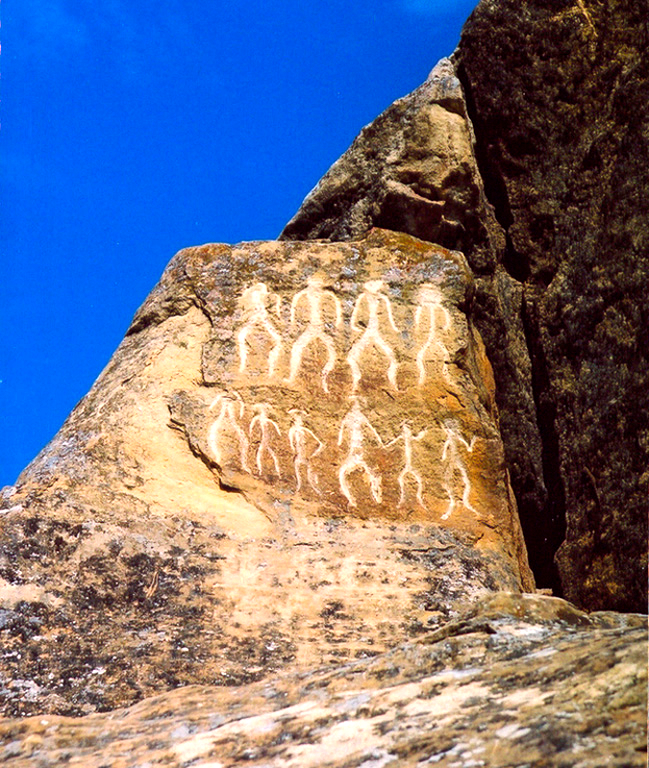
BC 10,000년부터 존재하고 있는 아제르바이잔의 고부스탄 암각화

이란, 터키와 러시아의 주변에 위치한, 이 지역은 여러 세기에 걸쳐서 정치, 군사, 종교, 문화 대립과 팽창주의의 무대가 되고 있다. 이 곳의 역사 전체에 걸쳐, 캅카스는 통상적으로 이란의 세계에 합병되어 있었다. 19세기가 시작되고, 러시아 제국은 카자르부터 영토를 정복했다.
그 지역의 고대 왕국들은, 다른 나라들과 함께, 아르메니아, 알바니아, 콜키스, 이베리아를 포함하고 있었다. 이 왕국들은 후일에 메디아, 아케메니드 제국, 파르티아 제국, 사산 제국을 포함하는 다양한 이란 제국에 합병된다. 그 때까지 조로아스터교가 우세한 종교가 되어갔다. 그러나 그 지역은 다른 두 종교의 변화를 거쳐야 했었다. 페르시아와 로마, 나중에는 비잔티움의 경쟁 때문에, 제국들은 나중에, 점령한 지역을 절대로 지킬수 없을 지라도, 그 지역에 두 서너번은 침입해야 했다.
그러나 아르메니아와 조지아는 기독교의 본질이 있었기에, 기독교 신앙은 배화교적 사상을 초월하기 시작했다. 페르시아의 이슬람교 정복으로 인해, 그 지역은 아랍의 통치 아래 있었다. 아르메니아인과 조지아인의 대다수는 기독교 신앙을 유지했고, 조지아의 왕 건설자 다윗은 무슬림을 몰아냈다. 그 지역은 후일에 셀주크, 오스만, 몽골에 의해 정복되고, 칸이 통치하는 지방 왕국이었고, 러시아에 의해 정복되기 전까지, 한때는 다시 페르시아의 통치에 있었다.
이 지역은 단일 정치 독립체로 두 번 통일 되었다. 그 때는 1918년 4월 8일 ~ 1918년 5월 26일까지의 러시아 내전(트랜스캅카스 민주주의 연방 공화국) 때와, 1922년 3월 12일 ~ 1936년 12월 5일까지의 소비에트 통치(자캅카스 소비에트 연방 사회주의 공화국)기간 동안이었다.
남부 캅카스는 고대에 스키타이의 영향권 아래 있는데, 남부 캅카스(캅카스 알바니아, 콜키스)가 페르시아 제국에 흡수된 때였다.
근대에 들어, 캅카스는 오스만 제국, 이란과 러시아 제국의 전쟁 지역이 되었고, 마침내 근대후반에는 러시아가 대부분의 지역의 지배자가 되었다(캅카스 전쟁 참조).
1940년대에는, 체첸과 인구시(480,000명), 발카르, 카라차이, 메스케티안 투르크(120,000명), 쿠르드와 코카서스계 독일인(거의 200,000명)들은 중부 아시아와 세르비아로 추방된 집단이다. 1948년, Nicolas Werth에 따르면, 캅카스로부터 추방된 600,000명의 사람들 중에 죽은 사람의 비율은 1943~1944년에 25%에 이른다고 한다.
소비에트 연방의 해체에 따라서, 조지아, 아제르바이잔 그리고 아르메니아는 1991년에 독립하게 되었다. 캅카스 지역은 소비에트 연방이 붕괴된 이래로, 다양한 영토 논쟁이 있어왔다. 그 논쟁은 나고르노카라바흐 전쟁(1988~1994년)을 일으켰고, 오세티야-인구시 충돌(1989~1991년), 압하지야 전쟁, 제1차 체첸 전쟁(1994~1996년), 제2차 체첸 전쟁(1999~2009), 2008년 남오세티야 전쟁을 일으켰다.

## 인구 통계와 언어

2009년 캅카스 지역의 민족·언어적 집단들

이 지역에 살고 있는 50개가 넘는 민족은 서로 다른 많은 언어와 어족을 이루고 있다. 확인된 바 캅카스에 고유한 언어(소위 캅카스 제어)만 해도 세 어족으로 이루어져 있고, 이외에 인도유럽어족의 아르메니아어, 오세티아어 화자도 있으며 튀르크어족의 여러 언어들도 이 지역에 분포한다.
캅카스 제어의 언어를 사용하는 민족으로 조지아인(4,600,000명), 체첸인(1,500,000명), 아바르인(1,100,000명) 등이 있다. 고유의 조지아어를 사용하는 조지아인들은 그들 자신의 독립국 조지아를 가지고 있다. 러시아 연방에 속하는 민족들인 아디게인(아디게야 공화국), 체첸인(체체니아), 체르케스인(카라차예보체르케스카야 공화국), 카바르디족(카바르디노발카리야 공화국), 인구시인(인구시 공화국)들은 그들의 공화국을 인정받고 있지만, 반면에 남동부 캅카스 사람들은 대부분 다게스탄에서 섞여 산다. 압하스인은 조지아 내의 사실상의 독립국인 압하지아 자치공화국에 산다.
오늘날 대부분의 남부와 서부 캅카스 사람들의 종교는 동방 정교회, 오리엔탈 정교회의 기독교이며 동부 캅카스와 아제르바이잔에 걸친 지역에서는 역사적 이유로 수니파, 시아파 같은 이슬람 교파들의 많은 신봉자들이 있다.

## 신화
그리스 신화에서 캅카스는 세계를 떠받치는 기둥 중에 한개이다. 현생 인류가 불을 선물로 받은 이후로, 프로메테우스는 제우스에 의해 사슬에 묶여, 독수리에게 간을 쪼아먹히게 되었다.
로마의 시인 오비드는 스키타이에 캅카스를 두고, 굶주린 이들이 사는 곳으로 상징된 춥고 거친 산으로 묘사했다. 그리스의 영웅 이아손은 황금양모를 쫓아 캅카스의 서쪽 연안으로 출범했고, 그곳에서 명성높은 메데이아를 만나게 된다.

## 에너지와 광물 자원
캅카스는 경제적으로 중요한 많은 광물들과 에너지 자원들을 가지고 있다. 주로 알루미늄, 금, 크로뮴, 구리, 아연, 철광석, 수은, 망간, 몰리브덴, 납, 우라늄, 석회석, 석유, 천연 가스와 석탄(무연탄과 갈탄 둘 다 포함)이 매장되어 있다.

## 같이 보기
- 동유럽
- 서아시아
- 중동
- 카르틀리
- 카스피해
- 캅카스 이베리아
- 우랄산맥
- 캅카스산맥
- 캅카스 에미레이트

## 참고 문헌
- Caucasus: A Journey to the Land Between Christianity and Islam By Nicholas Griffin
- Small Nations and Great Powers: A Study of Ethnopolitical Conflict in the Caucasus By Svante E. Cornell
- The Caucasus By Ivan Golovin

## 추가 문헌
- Kaziev Shapi. highlanders|Caucasian highlanders (Повседневная жизнь горцев Cеверного Кавказа вXIX в.). Everyday life of the Caucasian highlanders. 19-th century (In the co-authorship with I.Karpeev). "Molodaya Gvardiy" publishers. Moscow, 2003. ISBN 5-235-02585-7